# März 2005
Portal Geschichte | Portal Biografien | Aktuelle Ereignisse | Jahreskalender | Tagesartikel

◄ |
20. Jahrhundert |
21. Jahrhundert

◄ |
1970er |
1980er |
1990er |
2000er
| 2010er | 2020er | 2030er | ►

◄ |
2001 |
2002 |
2003 |
2004 |
2005
| 2006 | 2007 | 2008 | 2009 | ►

◄ |
Dezember 2004 |
Januar 2005 |
Februar 2005 |
März 2005 |
April 2005 |
Mai 2005 |
Juni 2005 |
►
Dieser Artikel behandelt tagesbezogene Nachrichten und Ereignisse im März 2005.

## Tagesgeschehen

### Dienstag, 1. März 2005

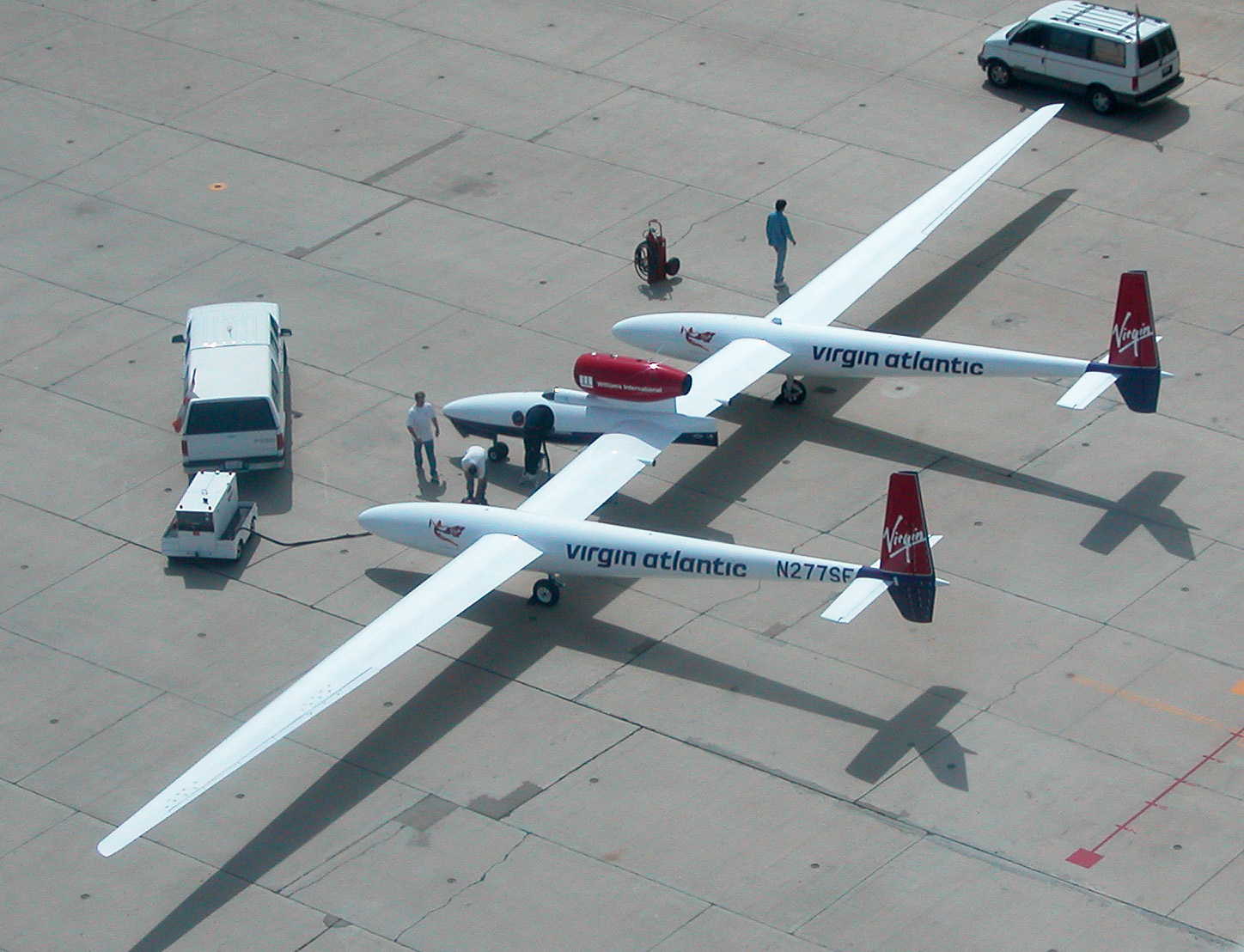
Steve Fossetts Fluggerät

- Ituri/DR Kongo: Soldaten der Mission zur Friedenssicherung MONUC greifen bewaffnete Kämpfer der Front für Nationalismus und Integration an. Dabei kommen 60 Personen ums Leben, darunter Frauen und Kinder. Die Aktion ist die Antwort auf einen Überfall auf eine UN-Patrouille bei Kafé am 25. Februar mit neun Todesopfern.[1]
- Kopenhagen/Dänemark: Nach einer Analyse der schweizerischen Bank UBS ist die dänische Hauptstadt die Großstadt mit dem höchsten Lohnniveau der Welt. Gleichzeitig ist Kopenhagen inzwischen die zweitteuerste Stadt der Welt, hinter Oslo. Letztes Jahr war noch Hongkong die zweitteuerste Stadt, liegt jetzt aber nur noch auf Platz 10. Auch das Leben in New York ist inzwischen billiger als in allen skandinavischen Hauptstädten.[2]
- Salina/Vereinigte Staaten: Um 0.45 UTC startet der Milliardär Steve Fossett zu einer Non-Stop-Weltumrundung im Virgin Atlantic GlobalFlyer der Firma Scaled Composites. Die veranschlagte Flugdauer beträgt weniger als drei Tage. Mit dem Flug sollen diverse Rekorde der Internationalen Aeronautischen Vereinigung gebrochen werden.[3]
- Washington, D.C./Vereinigte Staaten: Der Oberste Gerichtshof erklärt die Verhängung und Vollstreckung der Todesstrafe für Taten von zur Tatzeit noch nicht Achtzehnjährigen für verfassungswidrig. Bereits verhängte Todesstrafen gegen 72 zur Tatzeit minderjährige Täter müssen in Haftstrafen umgewandelt werden.[4]

### Mittwoch, 2. März 2005
- Berlin/Deutschland: Die Bundesregierung billigt den 2. Armuts- und Reichtumsbericht. Der Anteil der in relativer Armut lebenden Menschen stieg demnach von 12,1 % im Jahr 1998 auf 13,5 % im Jahr 2004.[5][6]
- Ituri/DR Kongo: Bei Gefechten mit bewaffneten Kämpfern in der Unruheprovinz Ituri töten Soldaten  der Mission der Vereinten Nationen für die Stabilisierung in der Demokratischen Republik Kongo nach eigenen Angaben etwa 60 Kämpfer.[7]

### Donnerstag, 3. März 2005
- Salina/Vereinigte Staaten: Der Milliardär Steve Fossett beendet 19.48 Uhr UTC mit seinem GlobalFlyer eine drei Rekorde der Internationalen Aeronautischen Vereinigung brechende Non-Stop-Weltumrundung, u. a. gelingt ihm die erste Weltumrundung in einem Flugzeug ohne Luftbetankung.[8]

### Freitag, 4. März 2005
- Bagdad/Irak: Die italienische Journalistin Giuliana Sgrena wird nach einem Monat im Irak von ihren Entführern freigelassen. Bei der Fahrt zum Flughafen von Bagdad, auf der sie von italienischen Geheimdienstbeamten begleitet wurde, gerät ihr Wagen unter Beschuss durch US-Soldaten. Einer der Begleiter, Nicola Calipari, kommt dabei ums Leben, Sgrena wird leicht verletzt.

### Samstag, 5. März 2005
- Damaskus/Syrien: Der syrische Präsident Baschar al-Assad kündigt den Abzug der 14.000 syrischen Truppen an, die im Libanon stationiert sind; diese sollen zunächst ins Bekaa-Tal nahe der syrischen Grenze verlegt werden. Die Erklärung al-Assads ist eine Folge der Zedernrevolution nach dem Attentat auf den Fahrzeugkonvoi von Premierminister Rafiq al-Hariri am 14. Februar, für die im Libanon Syrien verantwortlich gemacht wird.

### Sonntag, 6. März 2005
- Chișinău/Moldawien: Bei der Parlamentswahl erhalten die Reformkommunisten unter Staatspräsident Vladimir Voronin 56 von 101 Sitzen.

### Montag, 7. März 2005
- Higüey/Dominikanische Republik: Während eines gewaltsamen Streits unter Insassen entwickelt sich im Gefängnis von Higüey ein Großfeuer. 133 Personen verlieren ihr Leben.[9]
- New York/Vereinigte Staaten: US-Präsident George W. Bush ernennt John R. Bolton zum Botschafter der USA bei den Vereinten Nationen.

### Dienstag, 8. März 2005
- Dresden/Deutschland, Prag/Tschechische Republik: Für die Elbe, die Moldau und ihre Zuflüsse wie die Mulde und Weißeritz wird ein Hochwasser in der nächsten Woche erwartet. Im Einzugsgebiet der Elbe liegen Rekordmengen an Schnee.
- Rom/Italien: Die italienische Regierung ist mit der Erklärung des US-Verteidigungsministeriums zu den Hintergründen des Todes von Geheimdienstmitarbeiter Nicola Calipari nicht zufrieden und widerspricht dem Pentagon.
- Tolstoi-Jurt/Russland: In Tschetschenien wird der Führer der Separatisten Aslan Maschadow bei einer Operation des russischen Nachrichtendiensts FSB getötet.

### Mittwoch, 9. März 2005
- Den Haag/Niederlande: Ramush Haradinaj, der am Vortag als Ministerpräsident des Kosovo zurücktrat, stellt sich dem Kriegsverbrechertribunal in Den Haag, das ihm Verbrechen gegen Zivilisten während des Kosovokriegs vorwirft.
- Gauteng/Südafrika: Ein Erdbeben der Stärke 5,3 führt dazu, dass in der Goldmine Hartebeestfontein 40 Bergarbeiter verschüttet werden. Zwei Arbeiter kommen bei dem Unglück ums Leben, die übrigen werden in einer aufwändigen Rettungsaktion geborgen.[10]

### Freitag, 11. März 2005
- Hongkong/China: Der Chief-Executive-Posten der Sonderverwaltungszone Hongkong geht nach dem mit gesundheitlichen Problemen begründeten Rückzug des langjährigen Amtsinhabers Tung Chee-hwa an Donald Tsang über.[11]
- Madrid/Spanien: In der spanischen Hauptstadt wird anlässlich der ein Jahr zurückliegenden Terroranschläge den fast 200 ums Leben gekommenen Menschen gedacht und König Juan Carlos weiht den aus 192 Bäumen geformten Wald der Abwesenden als Gedenkstätte ein. Der Wald steht für die Ehre der Opfer und für das Weiterleben.[12]

### Samstag, 12. März 2005
- Kiew/Ukraine: Die Ukraine beginnt mit dem Abzug ihrer Truppen aus dem Irak.
- Lissabon/Portugal: José Sócrates wird neuer portugiesischer Ministerpräsident.

### Sonntag, 13. März 2005
- Istanbul/Türkei: Nachdem im Bosporus ein Flüssiggas-Tanker sinkt, muss die bedeutende Schifffahrtsstraße stundenlang für den Schifffahrtsverkehr gesperrt werden.
- Vaduz/Liechtenstein: Bei den Landtagswahlen landet die die christlich-konservative Fortschrittliche Bürgerpartei wie 2001 vor der sozial-konservativen Vaterländischen Union (VU) und stellt weiterhin die Regierung.[13]

### Montag, 14. März 2005
- Beirut/Libanon: In Beirut demonstrieren circa 800.000 Menschen gegen die syrische Militärpräsenz im Libanon.[14]
- Peking/China: Der chinesische Volkskongress beschließt mit zwei Enthaltungen und 2998 Befürwortungen das Anti-Abspaltungsgesetz. Im Gesetz wird Taiwan, auch bekannt als „Republik China“, mit der Anwendung von Gewalt gedroht für den Fall, dass es sich für unabhängig erklärt.

### Dienstag, 15. März 2005
- Jerusalem/Israel: In Jerusalem wird der Neubau des Yad-Vashem-Holocaustmuseums eingeweiht. An der Zeremonie nimmt auch Kofi Annan teil.
- Niamey/Niger: In der nigrischen Hauptstadt Niamey demonstrieren tausende gegen die Politik von Staatspräsident Mamadou Tandja; es kommt zu Ausschreitungen.

### Mittwoch, 16. März 2005
- Brüssel/Belgien: Die Europäische Union verschiebt die EU-Beitrittsverhandlungen mit Kroatien, da dieses nicht ausreichend mit dem Haager Kriegsverbrechertribunal zusammenarbeite.
- Jericho/Israel: Israel übergibt die Verwaltung der in der Westbank gelegenen Stadt der Palästinensischen Autonomiebehörde.

### Donnerstag, 17. März 2005
- Kiel/Deutschland: Bei der Wahl des Ministerpräsidenten von Schleswig-Holstein wird Heide Simonis (SPD) wider Erwarten nicht wiedergewählt. In der letzten Abstimmung des Tages erhält sie 34 Stimmen und damit dieselbe Anzahl wie ihr Gegenkandidat Peter Harry Carstensen (CDU). Der Landtag vertagt sich auf Ende April, bis dahin wird die Wahl des Ministerpräsidenten nicht fortgesetzt.[15]
- Moskau/Russland: In einem Moskauer Vorort wird auf den ehemaligen russischen Vize-Ministerpräsidenten und jetzigen Vorstand des russischen staatlichen Stromkonzerns EES Rossii Anatoli Tschubais ein Attentat verübt.

### Freitag, 18. März 2005
- Niederlande: Der niederländische Geschäftsmann Frans van Anraat wird angeklagt, dem Irak unter Saddam Hussein Giftgas verkauft zu haben, das dann gegen die kurdische Bevölkerung eingesetzt wurde.

### Samstag, 19. März 2005
- Fatahpur/Pakistan: In der Stadt im Südwesten Pakistans sterben bei einem Bombenanschlag auf schiitische Pilger 39 Menschen.
- Kyūshū/Japan: Die südjapanische Insel Kyūshū wird von einem Erdbeben der Stärke 7,0 erschüttert.
- Lohme/Deutschland: Bei Lohme auf der Insel Rügen bricht auf 100 m Länge und 200 m Breite ein Teil der Steilküste ab. Ein Betreuungsheim für Suchtkranke entgeht nur knapp einer Katastrophe. Die Bruchkante verläuft nur 2,5 m vor dem Haus.
- Pakistan: Pakistan testet erfolgreich die Mittelstreckenrakete Shaheen-II, die eine Reichweite von 2.000 km erreicht und in der Lage ist, auch atomare Sprengköpfe zu transportieren.

### Sonntag, 20. März 2005
- Vatikanstadt: Papst Johannes Paul II. kann zum ersten Mal während seines Pontifikats aus gesundheitlichen Gründen die Osterfeierlichkeiten nicht persönlich leiten, die mit dem heutigen Palmsonntag beginnen.

### Montag, 21. März 2005
- Frankfurt am Main/Deutschland: Der DFB möchte die Einschränkung bei der Vergabe von Meistersternen, die auf die Bundesliga-Champions seit 1963 beschränkt ist, aufheben. Endgültig wird die DFL entscheiden.
- Kirgisistan: Kirgisische Oppositionelle, die Staatschef Askar Akajew Wahlbetrug bei den jüngsten Wahlen vorwerfen, organisieren Massenkundgebungen in mehreren kirgisischen Städten.
- Red Lake/Vereinigte Staaten: An der High School von Red Lake in Minnesota kommt es zu einem Massaker: Der Schüler Jeffrey Weise tötet neun Menschen und schließlich sich selbst.
- Tallinn/Estland: Der rechtsliberale estnische Ministerpräsident Juhan Parts tritt nach einem Misstrauensvotum zurück. Sein Nachfolger wird Andrus Ansip.
- Windhoek/Namibia: In Namibia tritt Staatspräsident Sam Nujoma zurück, der sein Amt an Hifikepunye Pohamba übergibt.

### Dienstag, 22. März 2005
- Chile: In Chile wird Paul Schäfer, Leiter der Colonia Dignidad, angeklagt, für das Verschwinden des Oppositionellen Juan Maino im Jahre 1976 verantwortlich zu sein.
- New York/Vereinigte Staaten: UN-Water organisiert den Weltwassertag, mit dem die Internationale Aktionsdekade „Wasser – Quelle des Lebens“ beginnt.
- Tikrit/Irak: In der Nähe von Tikrit werden bei Kämpfen zwischen US-amerikanischen und irakischen Streitkräften einerseits und Aufständischen andererseits ca. 100 Menschen getötet.
- Tulkarem/Israel: Der Staat Israel übergibt die Verwaltung der in der Westbank gelegenen Stadt der Palästinensischen Autonomiebehörde.

### Mittwoch, 23. März 2005
- Monaco/Monaco: Fürst Rainier III., der seit dem 21. März auf der Intensivstation befindet, muss wegen schwerer Herz- und Nierenprobleme künstlich beatmet werden.
- Texas City/Vereinigte Staaten: Eine Explosion in der texanischen BP-Erdölraffinerie in Texas City fordert mindestens 15 Tote und über 100 Verletzte.

### Donnerstag, 24. März 2005
- Bischkek/Kirgisistan: Im Verlauf der so genannten Tulpenrevolution kommt es zu massiven Protesten gegen den kirgisischen Staatschef Askar Akajew, dem eine Manipulation der jüngsten Parlamentswahlen vorgeworfen wird. Eine Menschenmenge stürmt seinen Amtssitz, die Opposition erklärt ihn für abgesetzt. Akajew flieht mit einem Hubschrauber aus der Hauptstadt, ohne seinen Anspruch auf die Regierung aufzugeben.
- Genf/Schweiz: Nach Angaben der Weltgesundheitsorganisation hat sich die Zahl der Tuberkulose-Fälle in einigen Staaten Afrikas seit 1990 verdreifacht.
- Nagoya/Japan: Die Weltausstellung wird eröffnet.
- Reykjavík/Island: Der frühere Schachweltmeister Bobby Fischer reist von Japan nach Island und erhält dort Asyl. Ihm wird vorgeworfen, gegen US-amerikanische Sanktionsrichtlinien gegen Serbien und Montenegro verstoßen zu haben, indem er an einem dortigen Turnier teilnahm.

### Freitag, 25. März 2005
- Kirgisistan: Der politische Machtkampf in Kirgisistan („Tulpenrevolution“) spitzt sich weiter zu. Während Kurmanbek Bakijew das Amt des Staats- und Regierungschefs beansprucht, weigert sich Askar Akajew zurückzutreten. In der Hauptstadt Bischkek kommt es zu Unruhen. Zeitweilig bestehen auch zwei Parlamente nebeneinander, die jeweils einen der Machthaber unterstützen. Einige Tage später entscheidet sich der Machtkampf zugunsten Bakijews, nachdem das alte, Akajew unterstützende Parlament seiner Auflösung zustimmt.

### Samstag, 26. März 2005
- Taipeh/Taiwan: Im Inselstaat demonstrieren mehrere hunderttausend Menschen gegen das Antisezessionsgesetz der Volksrepublik China, das am 14. März ratifiziert wurde und für den Fall einer einseitigen Unabhängigkeitserklärung Taiwans den Einsatz von Gewalt erlaubt.[16]

### Sonntag, 27. März 2005
- Vatikanstadt: Papst Johannes Paul II. zeigt sich zum Abschluss der Osterfeierlichkeiten auf dem Petersplatz an einem Fenster der päpstlichen Gemächer und erteilt stumm den Segen „Urbi et Orbi“, weil ihm die Stimme versagt.

### Montag, 28. März 2005
- Indonesien: Ein Erdbeben der Stärke 8,7 vor der Westküste Nord-Sumatras fordert rund 2.000 Todesopfer. Allerdings kommt es nicht, wie befürchtet, zu einem Tsunami, wie bei der Katastrophe vor drei Monaten.

### Dienstag, 29. März 2005
- Bischkek/Kirgisistan: Das kirgisische Parlament bestimmt Kurmanbek Bakijew zum neuen Staatspräsidenten; er löst Askar Akajew ab.
- New York/Vereinigte Staaten: Eine unabhängige Kommission unter Leitung von Paul Volcker sieht keine Hinweise für eine direkte Beteiligung von UN-Generalsekretär Kofi Annan am Skandal um das Öl-für-Lebensmittel-Programm, wirft ihm aber vor, es nicht streng genug kontrolliert zu haben.

### Mittwoch, 30. März 2005
- Düsseldorf/Deutschland: Die Polizei Nordrhein-Westfalens will mit verstärkten Sicherheitsgurtkontrollen eine weitere Halbierung der Zahlen der Unfalltoten bis 2007 bewirken, verkündet Polizeisprecher Günter Weilandt.
- London/Vereinigtes Königreich: Nach mehrjähriger Arbeit an der u. a. im Auftrag der Vereinten Nationen erstellten Studie „Millennium Ecosystem Assessment“, an der sich mehr als 1.300 Experten beteiligten, veröffentlicht die Organisation ihre Feststellungen über den Zustand und die Aussichten des Lebens auf der Erde. Sie schlussfolgert, dass der Planet ohne radikale Veränderungen des menschlichen Konsumverhaltens in vierzig bis fünfzig Jahren die Ressourcen nicht mehr liefern könne, die für das Wohlergehen der Menschheit substantiell seien.[17]
- Vatikanstadt: Papst Johannes Paul II. zeigt sich während der Generalaudienz auf dem Petersplatz überraschend an einem Fenster der päpstlichen Gemächer und erteilt den Segen, wie bei dem diesjährigen Ostersegen abermals stumm.[18]

### Donnerstag, 31. März 2005
- Harare/Simbabwe: Die Parlamentswahlen in Simbabwe enden mit einer klaren Mehrheit für die ZANU-PF von Präsident Robert Mugabe. Beobachter bewerten die Wahl aber als weder frei noch fair.
- Kirchheim unter Teck/Deutschland: Sensationeller Fund eines alemannischen Königsgrabes legt bis auf weiteres den gesamten innerstädtischen Verkehr lahm. Bei Bauarbeiten zur neuen Tiefgarage ist in Kirchheim Teck ein alemannisches Königsgrab gefunden worden. „Was gestern bei Ausschachtungsarbeiten am Baustellengrund zu Tage kam, kann man schlicht als Sensation bezeichnen“ sagt Museumsleiter Rainer Laskovski.
- Pinellas Park/Vereinigte Staaten: Die Koma-Patientin Terri Schiavo stirbt, 13 Tage nachdem auf gerichtliche Anordnung hin ihre Ernährung eingestellt worden war.
- Vatikanstadt: Der Vatikan lässt gegen 23.00 Uhr Ortszeit verlauten, dass Papst Johannes Paul II. sich einen Urinalinfekt zugezogen habe und sein Gesundheitszustand sich dramatisch verschlechtere. Gläubige strömen daraufhin zum Petersplatz und beginnen mit einer Gebetswache vor den erleuchteten Fenstern der päpstlichen Gemächer.

## Weblinks

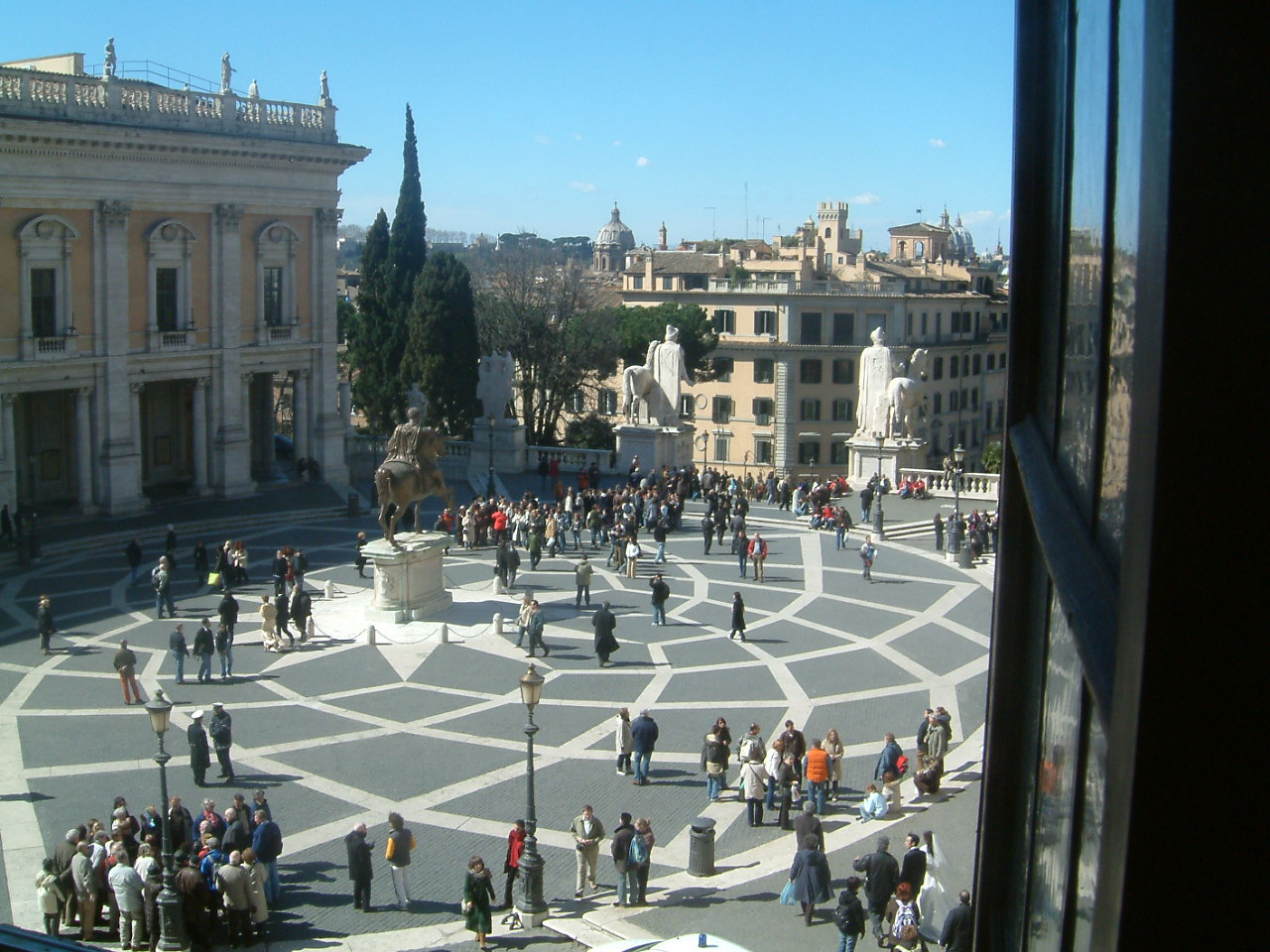
Rom im März 2005